# パンヴェナン
パンヴェナン （Penvénan、ブルトン語:Perwenan）は、フランス、ブルターニュ地域圏、コート＝ダルモール県のコミューン。

## 地理
歴史的なトレゴール地方に属する。ポール・ブランおよびビュゲレスは、パンヴェナン内にある海水浴場とマリーナのある地区である。

## 歴史
コミューンにはメンヒルとドルメンがある。

## ブルトン語
2007年1月、コミューン議会はブルトン語の日常生活での使用促進をうたうYa d'ar brezhoneg憲章を批准した。2013年の新学期時点で、64人の生徒がブルトン語との二言語教育を行う公立学校に在籍していた（生徒のうち23.4%は小学校児童である）。

## 人口統計
| 1962年 | 1968年 | 1975年 | 1982年 | 1990年 | 1999年 | 2006年 | 2011年 |
| ------ | ------ | ------ | ------ | ------ | ------ | ------ | ------ |
| 2551   | 2508   | 2614   | 2450   | 2489   | 2434   | 2562   | 2604   |

参照元:1999年までEHESS、2004年以降INSEE

## 史跡
- ノートルダム・ド・ポール・ブラン礼拝堂 - 16世紀
- サン・ニコラ・ド・ビュゲレス礼拝堂 - 17世紀
- ケルブルヴァンのマノワール
- ケルヴェニウのメンヒル

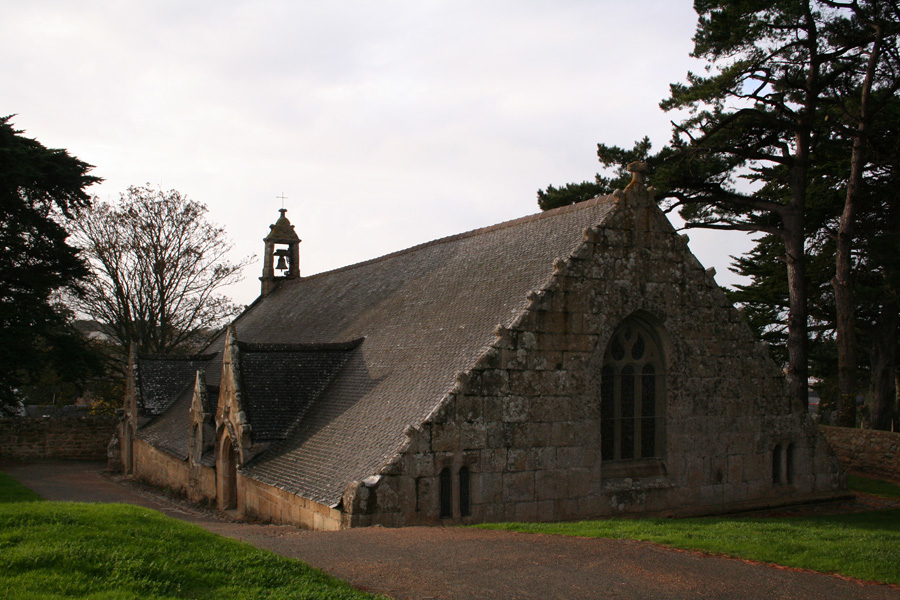
ノートルダム・ド・ポール・ブラン礼拝堂
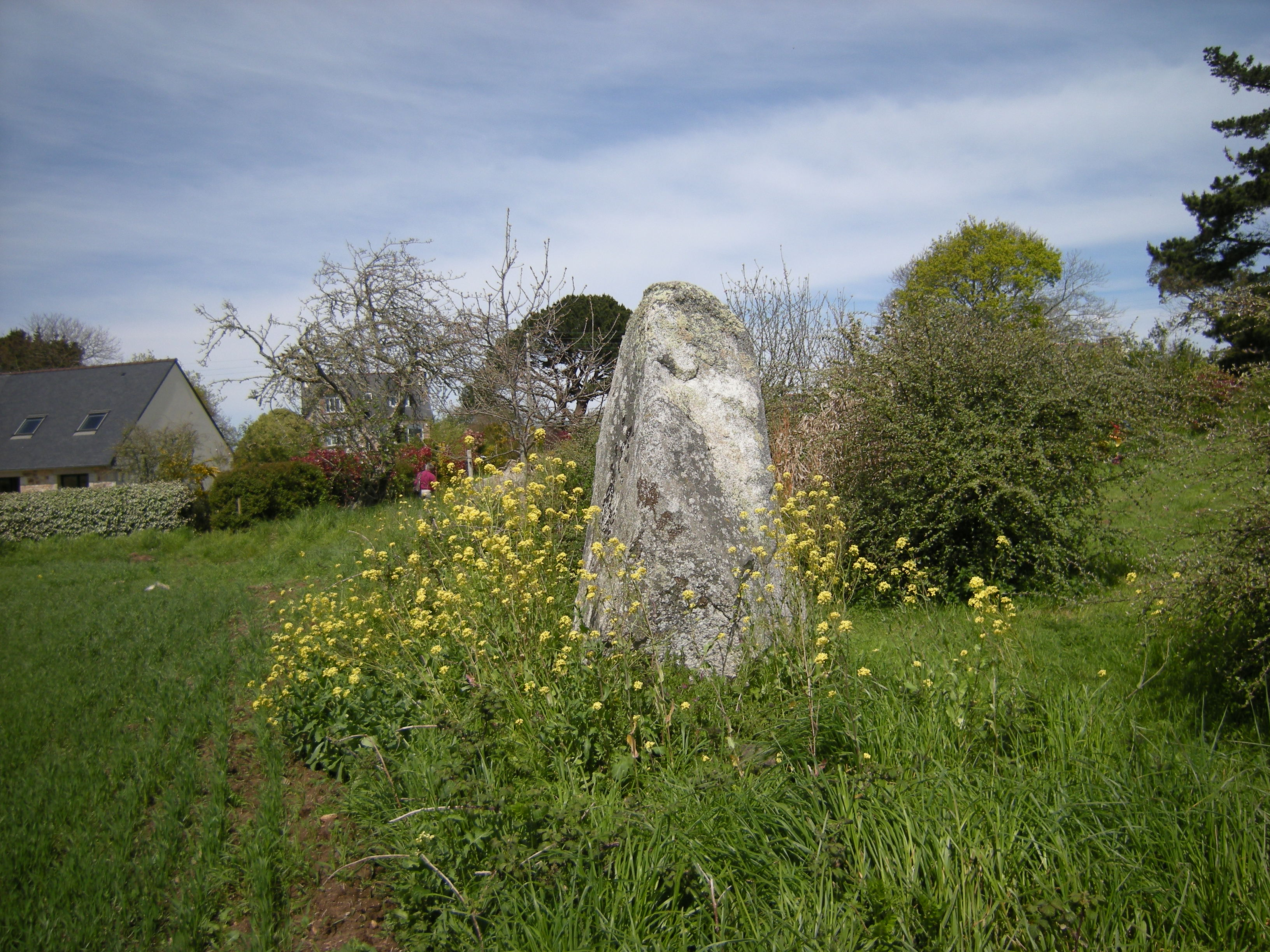
メンヒル
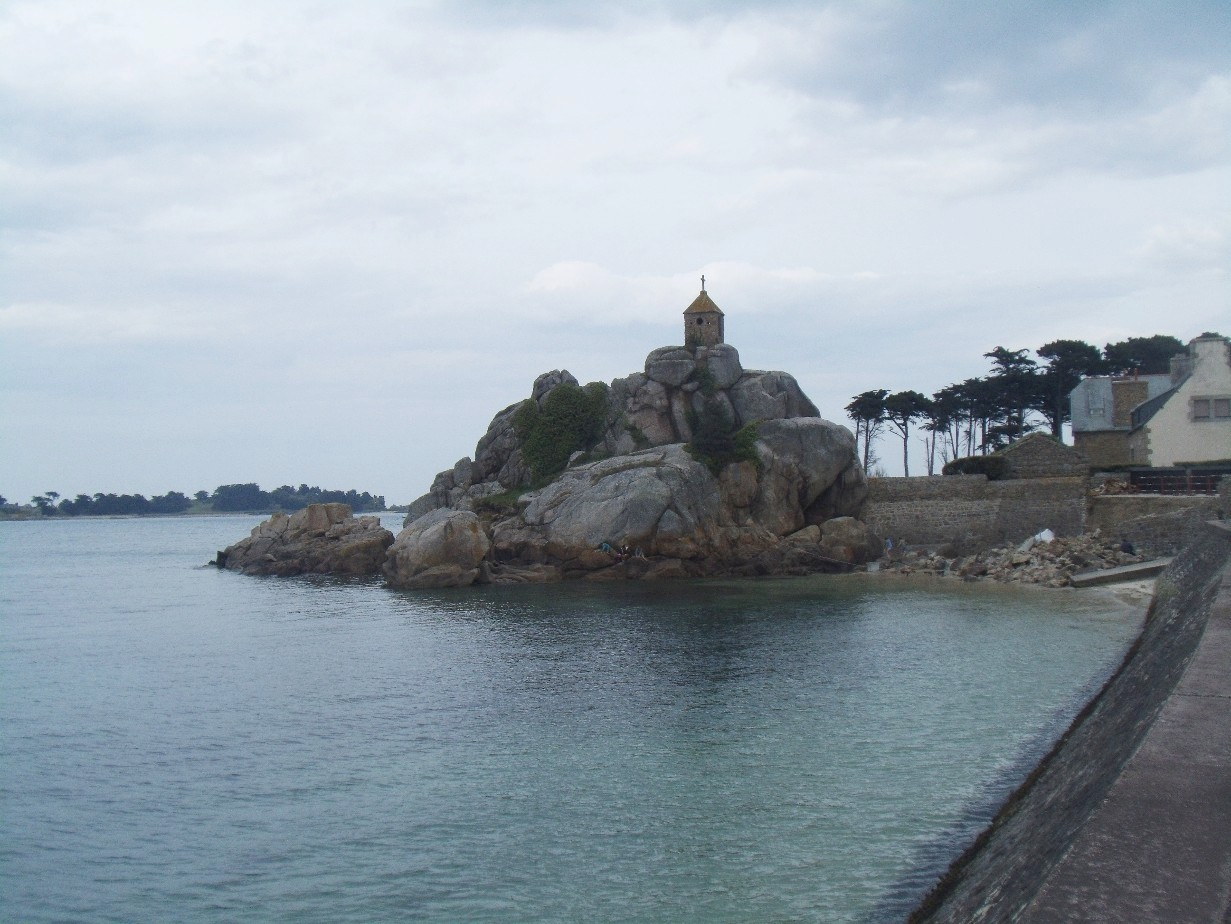
ポール・ブランのサンティネル岩

## ゆかりの著名人
- アンブロワーズ・トマ - パンヴェナン沖合いのイリエック島を購入。1938年に売却。
- チャールズ・リンドバーグ - 長男の誘拐殺人事件の後、一時期イリエック島に家族で暮らしていた
- オルダス・ハクスリー - ポール・ブランに別荘を所有
- アレクシス・カレル - サン・ジルダ島を所有していた